# Mangrool, Basavakalyan
Mangrool là một làng thuộc tehsil Basavakalyan, huyện Bidar, bang Karnataka, Ấn Độ.